# Molise (olio)
Molise (DOP) è un olio di oliva a Denominazione di origine protetta. È prodotto esclusivamente all'interno della regione Molise.